# Liste der Nummer-eins-Hits in Australien (1990)
Diese Liste enthält alle Nummer-eins-Hits in Australien im Jahr 1990. Grundlage sind die Top 50 der australischen Charts der ARIA. Es gab in diesem Jahr 14 Nummer-eins-Singles und 20 Nummer-eins-Alben.

## Singles
| ← 1989 ← | Liste der Nummer-eins-Hits in Australien | Liste der Nummer-eins-Hits in Australien | Liste der Nummer-eins-Hits in Australien                                                                          | 1991 →                    |
| \| Zeitraum \| Wo. ges. \| Interpret \| Titel Autor(en) \| Zusätzliche Informationen \| \| (Zeitraum, Wochen auf Platz eins, Interpret, Titel, Autor[en], zusätzliche Informationen) \| \| \| \| \| \| ----------------------------------------------------------------------------------------- \| -------- \| ---------------------- \| ----------------------------------------------------------------------------------------------------------------- \| ------------------------- \| \| 25. Dezember 1989 – 16. Februar 1990 7 Wochen \| 7 \| The B-52’s \| Love Shack Frederick William Schneider III, Catherine E. Pierson, Julian Keith Strickland, Cynthia L. Wilson \| – \| \| 17. Februar 1990 – 23. Februar 1990 1 Woche \| 1 \| Aerosmith \| Janie’s Got a Gun Steven Tyler, Thomas Hamilton \| – \| \| 24. Februar 1990 – 20. April 1990 8 Wochen \| 8 \| Sinéad O’Connor \| Nothing Compares 2 U Prince \| – \| \| 21. April 1990 – 4. Mai 1990 2 Wochen \| 2 \| Paula Abdul \| Opposites Attract Oliver J. Leiber \| – \| \| 19. Mai 1990 – 8. Juni 1990 3 Wochen \| 3 \| Madonna \| Vogue / Keep It Together Madonna L. Ciccone, Shep Pettibone \| – \| \| 9. Juni 1990 – 6. Juli 1990 4 Wochen \| 4 \| Heart \| All I Wanna Do Is Make Love to You Robert John Lange \| – \| \| 7. Juli 1990 – 20. Juli 1990 2 Wochen \| 2 \| Roxette \| It Must Have Been Love Per Hakan Gessle \| – \| \| 21. Juli 1990 – 24. August 1990 5 Wochen \| 5 \| MC Hammer \| U Can’t Touch This Rick James, Alonzo H. Miller, Stanley Kirk Burrell \| – \| \| 25. August 1990 – 14. September 1990 3 Wochen \| 3 \| Faith No More \| Epic Michael Andrew Bordin, Roddy Christopher Bottum, Bill David Gould, James Blanco Martin, Michael Allen Patton \| – \| \| 15. September 1990 – 26. Oktober 1990 6 Wochen \| 6 \| Jon Bon Jovi \| Blaze of Glory Jon Bon jovi \| – \| \| 27. Oktober 1990 – 2. November 1990 1 Woche \| 1 \| Young MC \| Bust a Move Matt William Dike, Marvin Bruce Young, Luther James Rabb, James Delbert Walters \| – \| \| 3. November 1990 – 16. November 1990 2 Wochen \| 2 \| Skyhooks \| Jukebox in Siberia Gregory J. Macainsh \| – \| \| 17. November 1990 – 23. November 1990 1 Woche \| 1 \| Deee-Lite \| Groove Is in the Heart John William Davis, Herbie Hancock, Kierin Magenta Kirby, Dmitry Brill, Dong Hwa Chung \| – \| \| 24. November 1990 – 11. Januar 1991 7 Wochen \| 7 \| The Righteous Brothers \| Unchained Melody Musik: Alex North; Text: Hy Zaret \| – \| |                                          |                                          | |                           |
| ← 1989 |                                          |                                          | | → 1991 →                  |
| Zeitraum | Wo. ges.                                 | Interpret                                | Titel Autor(en)                                                                                                   | Zusätzliche Informationen |
| (Zeitraum, Wochen auf Platz eins, Interpret, Titel, Autor[en], zusätzliche Informationen) |                                          |                                          | |                           |
| 25. Dezember 1989 – 16. Februar 1990 7 Wochen | 7                                        | The B-52’s                               | Love Shack Frederick William Schneider III, Catherine E. Pierson, Julian Keith Strickland, Cynthia L. Wilson      | –                         |
| 17. Februar 1990 – 23. Februar 1990 1 Woche | 1                                        | Aerosmith                                | Janie’s Got a Gun Steven Tyler, Thomas Hamilton                                                                   | –                         |
| 24. Februar 1990 – 20. April 1990 8 Wochen | 8                                        | Sinéad O’Connor                          | Nothing Compares 2 U Prince                                                                                       | –                         |
| 21. April 1990 – 4. Mai 1990 2 Wochen | 2                                        | Paula Abdul                              | Opposites Attract Oliver J. Leiber                                                                                | –                         |
| 19. Mai 1990 – 8. Juni 1990 3 Wochen | 3                                        | Madonna                                  | Vogue / Keep It Together Madonna L. Ciccone, Shep Pettibone                                                       | –                         |
| 9. Juni 1990 – 6. Juli 1990 4 Wochen | 4                                        | Heart                                    | All I Wanna Do Is Make Love to You Robert John Lange                                                              | –                         |
| 7. Juli 1990 – 20. Juli 1990 2 Wochen | 2                                        | Roxette                                  | It Must Have Been Love Per Hakan Gessle                                                                           | –                         |
| 21. Juli 1990 – 24. August 1990 5 Wochen | 5                                        | MC Hammer                                | U Can’t Touch This Rick James, Alonzo H. Miller, Stanley Kirk Burrell                                             | –                         |
| 25. August 1990 – 14. September 1990 3 Wochen | 3                                        | Faith No More                            | Epic Michael Andrew Bordin, Roddy Christopher Bottum, Bill David Gould, James Blanco Martin, Michael Allen Patton | –                         |
| 15. September 1990 – 26. Oktober 1990 6 Wochen | 6                                        | Jon Bon Jovi                             | Blaze of Glory Jon Bon jovi                                                                                       | –                         |
| 27. Oktober 1990 – 2. November 1990 1 Woche | 1                                        | Young MC                                 | Bust a Move Matt William Dike, Marvin Bruce Young, Luther James Rabb, James Delbert Walters                       | –                         |
| 3. November 1990 – 16. November 1990 2 Wochen | 2                                        | Skyhooks                                 | Jukebox in Siberia Gregory J. Macainsh                                                                            | –                         |
| 17. November 1990 – 23. November 1990 1 Woche | 1                                        | Deee-Lite                                | Groove Is in the Heart John William Davis, Herbie Hancock, Kierin Magenta Kirby, Dmitry Brill, Dong Hwa Chung     | –                         |
| 24. November 1990 – 11. Januar 1991 7 Wochen | 7                                        | The Righteous Brothers                   | Unchained Melody Musik: Alex North; Text: Hy Zaret                                                                | –                         |

## Alben
| ← 1989 ← | Liste der Nummer-eins-Hits in Australien | Liste der Nummer-eins-Hits in Australien | Liste der Nummer-eins-Hits in Australien | 1991 →                    |
| \| Zeitraum \| Wo. ges. \| Interpret \| Titel \| Zusätzliche Informationen \| \| (Zeitraum, Wochen auf Platz eins, Interpret, Titel, zusätzliche Informationen) \| \| \| \| \| \| ------------------------------------------------------------------------------ \| -------- \| ----------------------------- \| -------------------------------- \| ------------------------- \| \| 18. Dezember 1989 – 20. Januar 1990 4 Wochen \| 4 \| Jive Bunny & the Mastermixers \| The Album \| – \| \| 21. Januar 1990 – 10. Februar 1990 3 Wochen \| 3 \| The B-52’s \| Cosmic Thing \| – \| \| 11. Februar 1990 – 3. März 1990 3 Wochen \| 3 \| Aerosmith \| Pump \| – \| \| 4. März 1990 – 10. März 1990 1 Woche \| 1 \| The 12th Man \| The 12th Man Again! \| – \| \| 11. März 1990 – 24. März 1990 2 Wochen \| 2 \| Midnight Oil \| Blue Sky Mining \| – \| \| 25. März 1990 – 31. März 1990 1 Woche \| 1 \| Sinéad O’Connor \| I Do Not Want What I Haven’t Got \| – \| \| 1. April 1990 – 5. Mai 1990 5 Wochen \| 5 \| Milli Vanilli \| All or Nothing (US Remix Album) \| – \| \| 6. Mai 1990 – 12. Mai 1990 1 Woche (insgesamt 3) \| 3 \| Michael Bolton \| Soul Provider \| – \| \| 13. Mai 1990 – 19. Mai 1990 1 Woche \| 1 \| Paula Abdul \| Forever Your Girl \| – \| \| 20. Mai 1990 – 2. Juni 1990 2 Wochen (insgesamt 3) \| 3 \| Michael Bolton \| Soul Provider \| – \| \| 3. Juni 1990 – 23. Juni 1990 3 Wochen \| 3 \| Madonna \| I’m Breathless \| – \| \| 24. Juni 1990 – 7. Juli 1990 2 Wochen \| 2 \| The Angels \| Beyond Salvation \| – \| \| 8. Juli 1990 – 4. August 1990 4 Wochen \| 4 \| (Soundtrack) \| Pretty Woman \| – \| \| 5. August 1990 – 18. August 1990 2 Wochen \| 2 \| Gloria Estefan \| Cuts Both Ways \| – \| \| 19. August 1990 – 8. September 1990 3 Wochen \| 3 \| Van Morrison \| The Best of Van Morrison \| – \| \| 10. September 1990 – 6. Oktober 1990 3 Wochen (insgesamt 5) \| 5 \| Jimmy Barnes \| Two Fires \| – \| \| 7. Oktober 1990 – 20. Oktober 1990 2 Wochen (insgesamt 5) \| 5 \| John Farnham \| Chain Reaction \| – \| \| 21. Oktober 1990 – 3. November 1990 2 Wochen \| 2 \| INXS \| X \| – \| \| 4. November 1990 – 24. November 1990 3 Wochen (insgesamt 5) \| 5 \| John Farnham \| Chain Reaction \| – \| \| 25. November 1990 – 1. Dezember 1990 1 Woche (insgesamt 4) \| 4 \| The Three Tenors \| In Concert \| – \| \| 2. Dezember 1990 – 22. Dezember 1990 3 Wochen (insgesamt 5) \| 5 \| Madonna \| The Immaculate Collection \| – \| \| 23. Dezember 1990 – 12. Januar 1991 3 Wochen (insgesamt 4) \| 4 \| The Three Tenors \| In Concert \| – \| |                                          |                                          |                                          |                           |
| ← 1989 |                                          |                                          |                                          | → 1991 →                  |
| Zeitraum | Wo. ges.                                 | Interpret                                | Titel                                    | Zusätzliche Informationen |
| (Zeitraum, Wochen auf Platz eins, Interpret, Titel, zusätzliche Informationen) |                                          |                                          |                                          |                           |
| 18. Dezember 1989 – 20. Januar 1990 4 Wochen | 4                                        | Jive Bunny & the Mastermixers            | The Album                                | –                         |
| 21. Januar 1990 – 10. Februar 1990 3 Wochen | 3                                        | The B-52’s                               | Cosmic Thing                             | –                         |
| 11. Februar 1990 – 3. März 1990 3 Wochen | 3                                        | Aerosmith                                | Pump                                     | –                         |
| 4. März 1990 – 10. März 1990 1 Woche | 1                                        | The 12th Man                             | The 12th Man Again!                      | –                         |
| 11. März 1990 – 24. März 1990 2 Wochen | 2                                        | Midnight Oil                             | Blue Sky Mining                          | –                         |
| 25. März 1990 – 31. März 1990 1 Woche | 1                                        | Sinéad O’Connor                          | I Do Not Want What I Haven’t Got         | –                         |
| 1. April 1990 – 5. Mai 1990 5 Wochen | 5                                        | Milli Vanilli                            | All or Nothing (US Remix Album)          | –                         |
| 6. Mai 1990 – 12. Mai 1990 1 Woche (insgesamt 3) | 3                                        | Michael Bolton                           | Soul Provider                            | –                         |
| 13. Mai 1990 – 19. Mai 1990 1 Woche | 1                                        | Paula Abdul                              | Forever Your Girl                        | –                         |
| 20. Mai 1990 – 2. Juni 1990 2 Wochen (insgesamt 3) | 3                                        | Michael Bolton                           | Soul Provider                            | –                         |
| 3. Juni 1990 – 23. Juni 1990 3 Wochen | 3                                        | Madonna                                  | I’m Breathless                           | –                         |
| 24. Juni 1990 – 7. Juli 1990 2 Wochen | 2                                        | The Angels                               | Beyond Salvation                         | –                         |
| 8. Juli 1990 – 4. August 1990 4 Wochen | 4                                        | (Soundtrack)                             | Pretty Woman                             | –                         |
| 5. August 1990 – 18. August 1990 2 Wochen | 2                                        | Gloria Estefan                           | Cuts Both Ways                           | –                         |
| 19. August 1990 – 8. September 1990 3 Wochen | 3                                        | Van Morrison                             | The Best of Van Morrison                 | –                         |
| 10. September 1990 – 6. Oktober 1990 3 Wochen (insgesamt 5) | 5                                        | Jimmy Barnes                             | Two Fires                                | –                         |
| 7. Oktober 1990 – 20. Oktober 1990 2 Wochen (insgesamt 5) | 5                                        | John Farnham                             | Chain Reaction                           | –                         |
| 21. Oktober 1990 – 3. November 1990 2 Wochen | 2                                        | INXS                                     | X                                        | –                         |
| 4. November 1990 – 24. November 1990 3 Wochen (insgesamt 5) | 5                                        | John Farnham                             | Chain Reaction                           | –                         |
| 25. November 1990 – 1. Dezember 1990 1 Woche (insgesamt 4) | 4                                        | The Three Tenors                         | In Concert                               | –                         |
| 2. Dezember 1990 – 22. Dezember 1990 3 Wochen (insgesamt 5) | 5                                        | Madonna                                  | The Immaculate Collection                | –                         |
| 23. Dezember 1990 – 12. Januar 1991 3 Wochen (insgesamt 4) | 4                                        | The Three Tenors                         | In Concert                               | –                         |

## Jahreshitparaden
| ← 1989 ← | Liste der Nummer-eins-Hits in Australien | Liste der Nummer-eins-Hits in Australien      | Liste der Nummer-eins-Hits in Australien | 1991 →   |
| \| Singles \| Position# \| Alben \| \| ----------------------------------------------------------------------------------------------------------------------- \| --------- \| --------------------------------------------- \| \| Nothing Compares 2 U Sinéad O’Connor Prince \| 1 \| Chain Reaction John Farnham \| \| U Can’t Touch This MC Hammer Rick James, Alonzo H. Miller, Stanley Kirk Burrell \| 2 \| In Concert The Three Tenors \| \| Vogue Madonna Madonna L. Ciccone, Shep Pettibone \| 3 \| Blue Sky Mining Midnight Oil \| \| It Must Have Been Love Roxette Per Hakan Gessle \| 4 \| Two Fires Jimmy Barnes \| \| All I Wanna Do Is Make Love to You Heart Robert John Lange \| 5 \| The Immaculate Collection Madonna \| \| Opposites Attract Paula Abdul Oliver J. Leiber \| 6 \| Pretty Woman (Soundtrack) \| \| How Am I Supposed to Live Without You Michael Bolton Michael Bolotin, Douglas Thomas James \| 7 \| All or Nothing (US Remix Album) Milli Vanilli \| \| Unchained Melody The Righteous Brothers Musik: Alex North; Text: Hy Zaret \| 8 \| Sleeping with the Past Elton John \| \| Girl I’m Gonna Miss You Milli Vanilli Peter Bischof-Fallenstein, Frank Farian, Dietmar Kawohl \| 9 \| Alannah Myles \| \| Love Shack The B-52’s Frederick William Schneider III, Catherine E. Pierson, Julian Keith Strickland, Cynthia L. Wilson \| 10 \| Soul Provider Michael Bolton \| |                                          |                                               |                                          |          |
| ← 1989 |                                          |                                               |                                          | → 1991 → |
| Singles | Position#                                | Alben                                         |                                          |          |
| Nothing Compares 2 U Sinéad O’Connor Prince | 1                                        | Chain Reaction John Farnham                   |                                          |          |
| U Can’t Touch This MC Hammer Rick James, Alonzo H. Miller, Stanley Kirk Burrell | 2                                        | In Concert The Three Tenors                   |                                          |          |
| Vogue Madonna Madonna L. Ciccone, Shep Pettibone | 3                                        | Blue Sky Mining Midnight Oil                  |                                          |          |
| It Must Have Been Love Roxette Per Hakan Gessle | 4                                        | Two Fires Jimmy Barnes                        |                                          |          |
| All I Wanna Do Is Make Love to You Heart Robert John Lange | 5                                        | The Immaculate Collection Madonna             |                                          |          |
| Opposites Attract Paula Abdul Oliver J. Leiber | 6                                        | Pretty Woman (Soundtrack)                     |                                          |          |
| How Am I Supposed to Live Without You Michael Bolton Michael Bolotin, Douglas Thomas James | 7                                        | All or Nothing (US Remix Album) Milli Vanilli |                                          |          |
| Unchained Melody The Righteous Brothers Musik: Alex North; Text: Hy Zaret | 8                                        | Sleeping with the Past Elton John             |                                          |          |
| Girl I’m Gonna Miss You Milli Vanilli Peter Bischof-Fallenstein, Frank Farian, Dietmar Kawohl | 9                                        | Alannah Myles                                 |                                          |          |
| Love Shack The B-52’s Frederick William Schneider III, Catherine E. Pierson, Julian Keith Strickland, Cynthia L. Wilson | 10                                       | Soul Provider Michael Bolton                  |                                          |          |